# 甜甜圈
（又稱油炸圈饼、多拿滋、唐纳滋），是一種用麵粉、砂糖、奶油和雞蛋混合後經過油炸的甜食。最普遍的兩種形狀是中空的環狀和麵團中間有包入奶油、奶黃等甜餡料的封閉型甜甜圈。

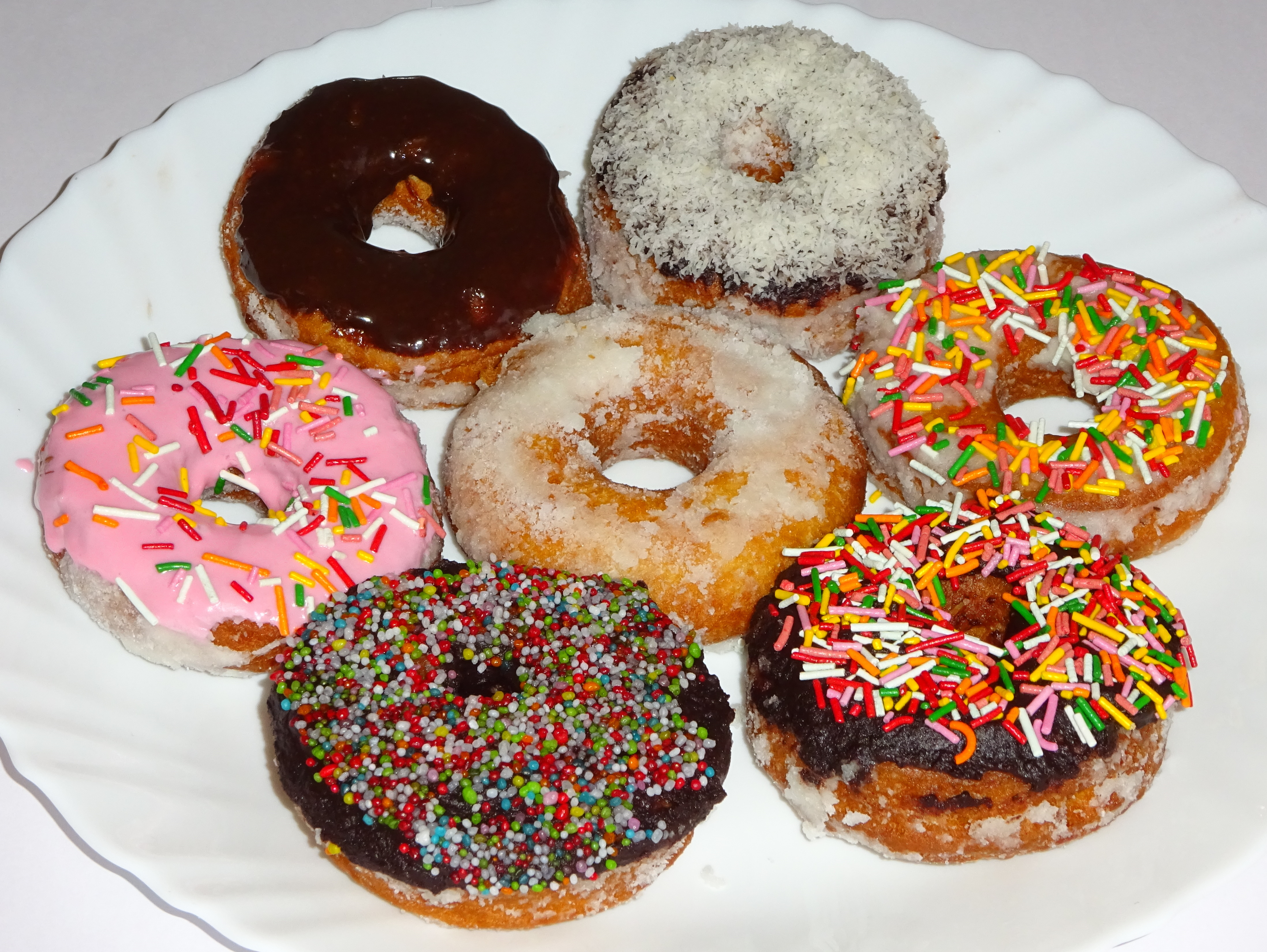
自家製的甜甜圈

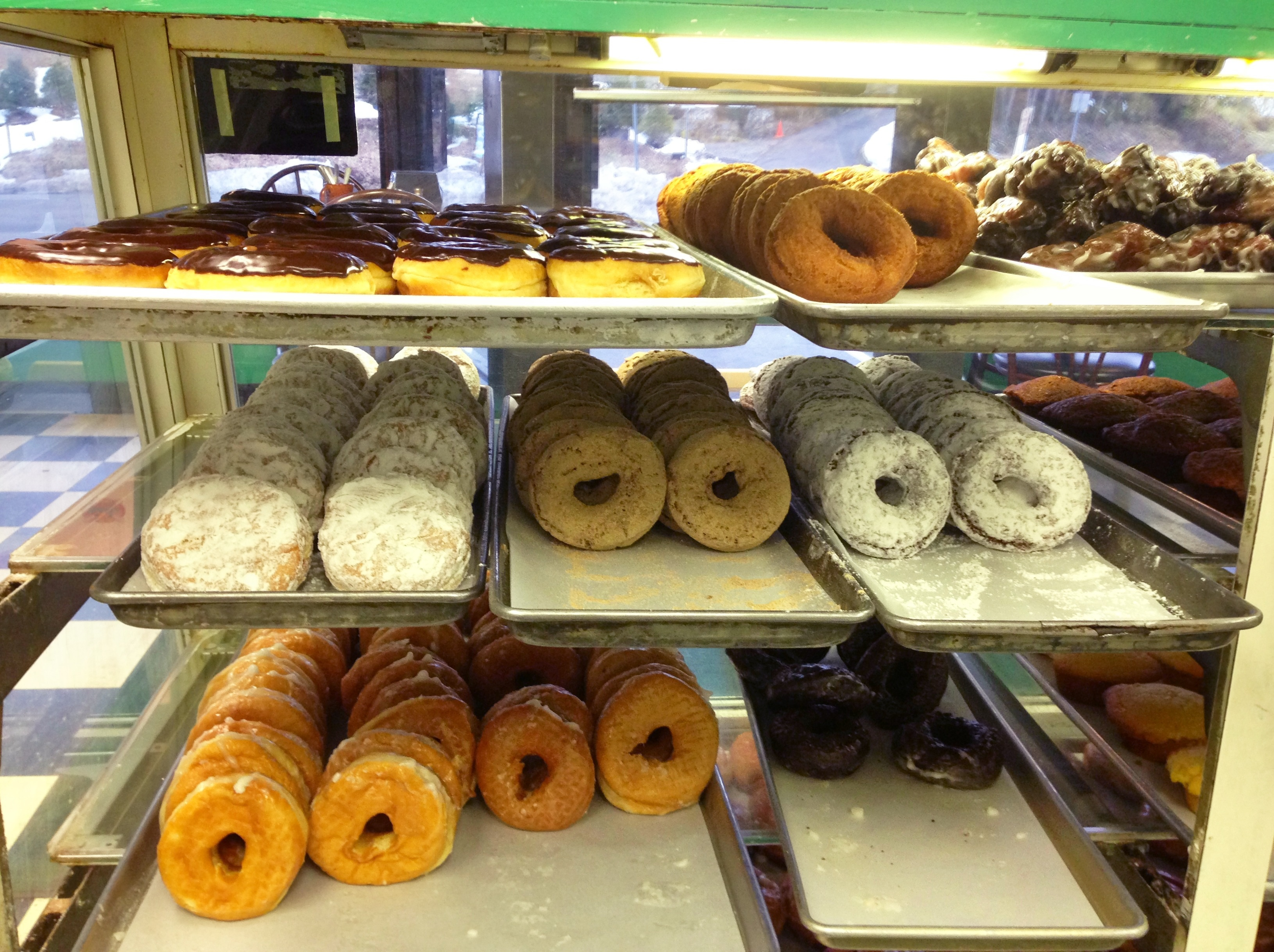
咖啡室的甜甜圈

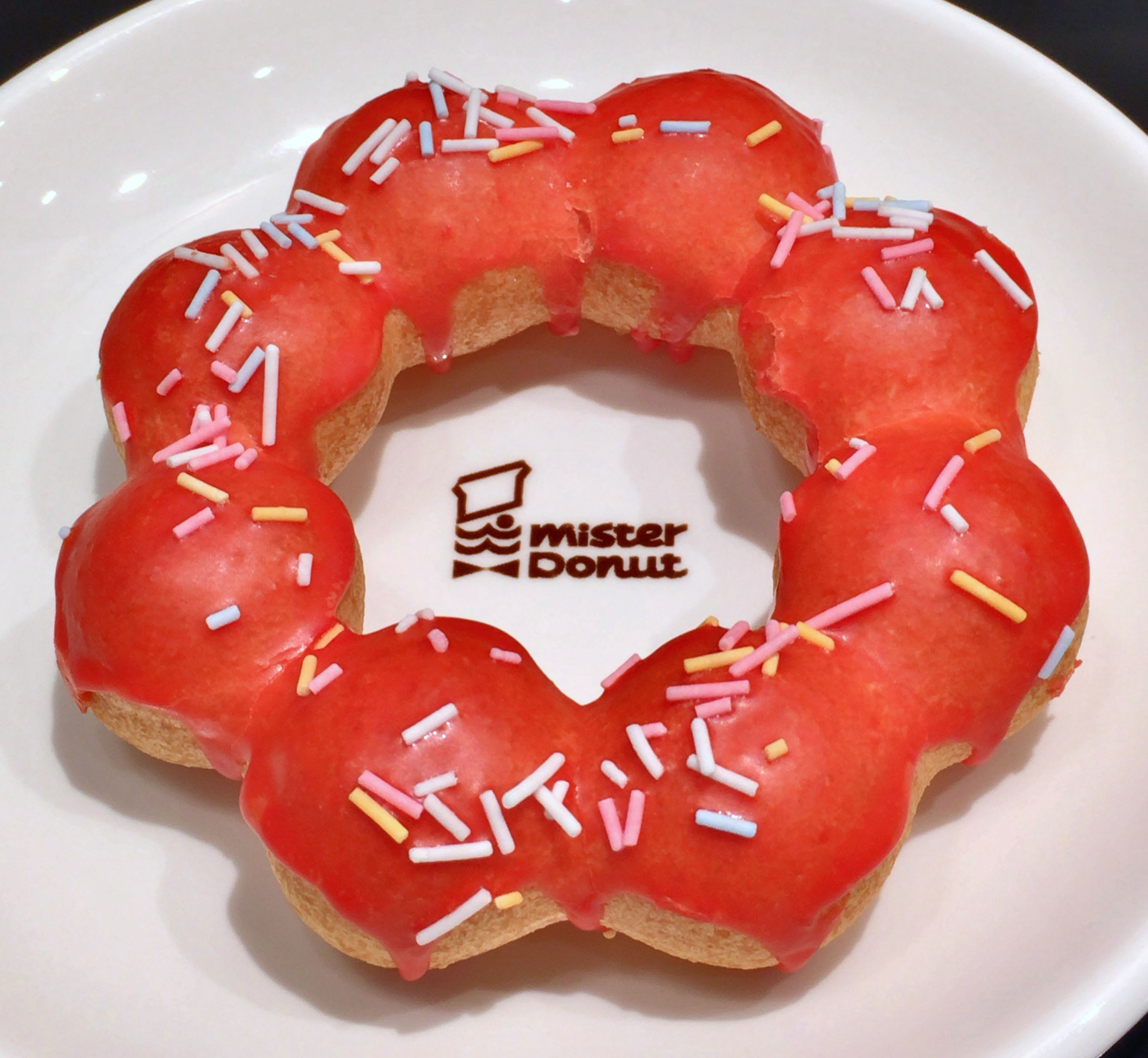
Mister Donut的草莓味麻糬甜甜圈

在美國有許多人以甜甜圈作為早餐的主食，並設立有甜甜圈日。近期甜甜圈的口味跟種類發展十分快速，研發出形形色色的口味。在亞洲，甜甜圈主要是被當成點心類的食物。

## 概要
要將麵團作成甜甜圈的形狀，可以將長條型麵團的頭尾接合在一起形成環狀，或是利用環形的切割器將薄片的麵團切成適當的形狀。
甜甜圈可以用發酵過的麵團，或特殊種類的蛋糕麵糊製作。使用發酵麵團的甜甜圈，其重量約25%為油份；使用蛋糕麵糊的甜甜圈，油份在總重量中約佔20%，但以蛋糕麵糊中的奶油在油炸前已經包含額外的脂肪。蛋糕麵糊甜甜圈的油炸時間約為90秒鐘，過程中須翻面一次，油溫約在攝氏180-190度之間。發酵麵團甜甜圈會吸收較多的油，因此需要較長的油炸時間，約為180秒鐘，油溫約在攝氏178-180度之間。一個蛋糕麵糊甜甜圈約重24-28公克，發酵麵團甜甜圈一般來說體積較大，約重38公克。
油炸之後，環狀的甜甜圈通常會撒上糖粉、肉桂粉，或以糖衣包裹。其他中心沒有空洞的甜甜圈則可能會在其中注入奶油或奶黃，也可能會裹上糖衣、糖粉。

## 历史
甜甜圈的历史是有争议的。有一种理论认为，甜甜圈是被荷兰定居者引入北美的，他们也同时使其他美国甜点，包括饼干和奶油馅饼开始流行起来。这一理论是基于一个事实，即在19世纪中叶甜甜圈被称为荷兰olykoeks（油蛋糕）。然而，也有提供考究的证据表明，这种糕点是由旧时在美国西南部的土著人发明的。
美国人汉森·格雷戈里声称，他早在1847年乘坐一艘做石灰生意的船舶出国时就已经发明了环形的甜甜圈，那时他还只有16岁。格雷戈里厌恶普通油炸饼的油腻與被扭曲成各种形状的感觉，以及那些总是炸不熟的中心部分。他说自己那时已经用船上的胡椒罐子在面团的中心打了一个洞，后来又把这种技术教给了他的母亲。
在劳拉·英格尔斯·怀尔德的书——《农民男孩》中，Almanzo的母亲做了麻花形和环形两种甜甜圈，那种环形的被称为“新发明”。书里面说，当烹饪时那种麻花形的会自己翻转，而那种环形的需要你自己动手去翻动。
据人类学家保罗·R·穆林斯说，甜甜圈首次被提及是在1803年的一本英文版美国食谱附录中。到19世纪中叶，甜甜圈的样式和味道就和現代甜甜圈相近了，并开始被视为一种彻头彻尾的美国食品。

## 变种
甜甜圈在不同国家和地区存在不同变种，其中包括一些无孔甜甜圈，如中国广东的沙翁、法国的贝奈特饼和德国的柏林果醬包。近年誕生的甜甜圈變種，包括日本Mister Donut公司自行開發的波堤。

## 著名商店
- Dunkin Donuts
- Krispy Kreme
- Mister Donut
- 蒂姆·霍顿斯